# Nyanon
Nyanon est une commune du Cameroun située dans la région du Littoral et le département de la Sanaga-Maritime.

## Géographie
La localité est située sur la route provinciale P11 à 154 km au nord-ouest du chef-lieu départemental Édéa. La commune s'étend à l'extrémité nord-est du département de la Sanaga-Maritime, elle est limitée au sud par le fleuve Sanaga, franchie au pont de Kikot construit en 1953. 
| Ngambé             | Ndom      |        |
| Massock-Songloulou | Nyanon    | Bokito |
|                    | Bot-Makak |        |

## Histoire
Après la construction du pont de Kikot franchissant le fleuve Sanaga en 1953, l'Armée française installe à Nyanon une brigade de gendarmerie en 1957. 
Le district de Nyanon est instauré en 1992. La commune  de Nyanon est érigée en 1993 par démembrement de Ndom suivi de l'élection du premier conseil municipal en 1996 avec BANLOG Polycarbe (actuel président du conseil régional du littoral) comme maire. 
L'arrondissement de Nyanon est créé en 2008.

## Administration
Créée en 1993 comme commune rurale, elle voit sa première élection du conseil municipal en 1996.
| Période | Période  | Identité                   | Étiquette | Qualité |
| ------- | -------- | -------------------------- | --------- | ------- |
| 1996    | 2007     | Polycarpe Bannlong         | RDPC      |         |
| 2007    | 2013     | Anatole Emmanuel Nguimbis  | RDPC      |         |
| 2013    | 2020     | Joseph Okan Evanglé        | RDPC      |         |
| 2020    | En cours | René Bertrand Paglan Nouga |           |         |

## Population
Lors du recensement de 2005, la commune comptait 12 517 habitants, dont 2 228 pour la ville de Nyanon. Selon les différentes enquêtes réalisées (PCD 2013 et 2018, scorecard 2021 et PSU 2022), Nyanon compte environ 30.000 habitants en 2024.

## Organisation
Outre Nyanon et ses quartiers, la commune comprend 24 villages réparties en 03 Chefferies de 2e degré notamment 
- le Canton Bisso'o (24 villages)
- le canton Rive-gauche-de-la-djouelle (19 villages)

Canton Bâti (04 villages) 
Les ethnies autochtones sont les Bisso'o, Bassa, Bâti, Eton et les Mbay (selon le PCD 2018). Ces ethnies sont réparties dans les villages suivants :
- Songmbog 2
- Nyambat
- Nyasseng
- Nsing Mpague
- Nsing Libado
- Nyahendel
- Nkongtoma
- LOG Biog
- Kombe 1
- Nkong Babol
- Nkong Hol

- Bilangué
- Bann
- Bapteck
- Binoum
- Bodi
- Bolikol
- Boumbanga
- Hock
- Kelleng
- Kikot
- Libolingock
- Log Yamben
- Log-Mem
- Logbaha
- Logbickoy
- Mahonda
- Malohé
- Mbay
- Mbougué
- Ndémé
- Ndogbatogué I
- Ndogbatogué II
- Ndogbikin
- Ndomdjengué
- Nkong Bakeneck
- Nkongkwalla
- Nsingmbongo
- Nyambalam
- Nyaho
- Nyakelle
- Nyambat
- Nyasseng
- Nyoundem
- Pentomé
- Song Mbog
- Songtjang
- ((Belelan))
- ((pendiki))

## Économie
Les cultures vivrières tropicales pratiquées sont constituées par les banane, patate, macabo, manioc. La principale culture de rente est le cacao.

## Personnalités
- Mgr BOGMIS Dieudonné, évêque catholique, né à Logbikoy (auj. un quartier de Nyanon) en 1955. Il est décédé il y a de cela bientôt 5 ans.
- Mgr NDABNYEMB Marcellin, évêque catholique, diocèse de Batouri.
- Mr BANLOG Polycarpe, président du Conseil régional du Littoral.
- Sa Majesté MOUTNGUI Esther, Magistrat hors échelle, Chef de 3e degré du village SongBog
- Mr TJANI Pius, directeur de Banque, ancien secrétaire général adjoint de l'Union des Populations du Cameroun, décédé en février 2015
- Jacques Roger BOOH BOOH, homme politique, ancien ministre, ancien ambassadeur et ancien représentant du secrétaire des Nations Unies au Rwanda
- René Bertrand PAGLAN NOUGA,Maire de l'arrondissement de Nyanon(2020-2025),Né à BILANGUE village de l'arrondissement de NYANON,Ancien fonctionnaire,Membre du conseil de l'assemblée coutumière et traditionnelle des Elog Mpo'o. A longtemps oeuvré pour le développement de l'arrondissement, notamment la construction d'écoles,églises